# Monción (kommun)
Monción är en kommun i Dominikanska republiken.   Den ligger i provinsen Santiago Rodríguez, i den nordvästra delen av landet, 160 km nordväst om huvudstaden Santo Domingo. Antalet invånare i kommunen är cirka 12 000.
Terrängen i Monción är kuperad åt sydost, men åt nordväst är den platt.